# Yao Ming
Yao Ming (en chino, 姚明; pinyin, Yáo Míng; Shanghái, 12 de septiembre de 1980) es un exbaloncestista chino que jugó ocho temporadas en la NBA, todas ellas en los Houston Rockets. Mide 2,29 metros de estatura y jugaba en la posición de pívot. Fue el cuarto jugador más alto de la liga por detrás de Gheorghe Mureşan, Manute Bol y Shawn Bradley.
Comenzó jugando en Shanghai Sharks, donde formó parte del primer equipo durante cinco temporadas en la Chinese Basketball Association (CBA) y ganó el campeonato en su última temporada. Entró en el Draft de la NBA de 2002, y tras negociaciones con la CBA y los Sharks para garantizar su permiso para jugar en Estados Unidos, Houston Rockets le eligió en primera posición. Durante su carrera en la NBA ha sido votado en sus siete temporadas para disputar el All-Star Game como titular, y ha integrado en cuatro ocasiones los mejores quintetos de la temporada (tres veces el tercero y una el segundo).

## Trayectoria deportiva

### China

#### Comienzos
Yao nació en Shanghái y creció con Fengdi Fang y Yao Zhiyuan, sus padres, siendo hijo único debido a las restricciones del país en cuanto al número de hijos por familia. Tanto su padre como su madre disfrutaron de excelentes carreras baloncestísticas en China, por lo que Yao heredó de ellos sus cualidades e instintos necesarios para formarse como un jugador de nivel. Fang jugaba en la posición de pívot y fue capitán de la selección nacional femenina de China, mientras que Zhiyuan jugó en un equipo local de Shanghái.
En un principio, Yao estaba interesado en la investigación científica, aunque sus padres intentaron que se interesara por el baloncesto. Yao no comenzó en el baloncesto hasta los nueve años, ya por entonces más alto que los niños de su edad. Jugó su primer partido de baloncesto tras cumplir diez años, en una liga organizada sin ánimo de lucro, similar a la Little League de béisbol en Estados Unidos. Su padre le prometía regalos por cada canasta anotada y su madre le alimentaba con recetas familiares especiales. También sus padres le enseñaban la belleza del juego y le ofrecían consejos y análisis.
A los 12 años, Yao había mejorado mucho en el baloncesto. Sus padres le enviaron a una academia deportiva de Shanghái, donde entrenaba varias horas al día y al estar lejos de casa se centró más atentamente en el juego. Su ídolo era Arvydas Sabonis, pívot lituano que por entonces jugaba en España, e intentaba emularle en los partidos. Su progreso le ayudó a ganarse un hueco en el equipo local Shanghai Oriental Sharks. Yao descubrió el baloncesto del otro lado del Océano Pacífico debido a una lista de partidos de la NBA que fueron retransmitidos en China. Yao siguió a Houston Rockets, liderados por el pívot Hakeem Olajuwon y campeones de la liga en 1994 y 1995.

#### Inicios y carrera en la CBA
Yao entró con 13 años en el equipo júnior de Shanghai Sharks de la Chinese Basketball Association (CBA) y entrenaba durante 10 horas diarias. Tras jugar con el equipo júnior durante cuatro años, Yao ascendió al sénior con 17 años, promediando 10 puntos y 8 rebotes en su primera temporada. Por entonces, varias compañías deportivas americanas ya se habían fijado en la CBA e incluso Nike cerró un acuerdo con los Sharks para ser la marca patrocinadora del equipo. Yao era una de las promesas de la liga, por lo que Nike le invitó a un campus en París en el verano de 1997, en el que, entre otros, asistió Del Harris, por esa época entrenador de Los Angeles Lakers. Yao compitió contra jugadores de su edad y deslumbró al público con su juego. Tras jugar en campus patrocinado por Nike en Indianápolis y en la Escuela de Vuelo de Michael Jordan en Santa Bárbara, California, Yao regresó a su país para disputar el Campeonato del Mundo de la FIBA Sub-22 en Melbourne, Australia. En él, el concurso de China fue gris, finalizando en la última posición entre 12 equipos y sin ganar ninguno de los siete partidos disputados. Al año siguiente, China ganó el Campeonato de la Confederación Asiática de Baloncesto (ABC, por sus siglas en inglés) en Calcuta, India, con Yao nombrado MVP del torneo.
Sin embargo, en su segunda campaña se rompió el pie por segunda vez en su carrera, por lo que su capacidad de salto disminuyó seis pulgadas (14 centímetros). En 1999, Yao debutó con la selección absoluta china y disputó el Campeonato ABC en Fukuoka, Japón. China se coronó campeón con Wang Zhizhi, Mengke Bateer y Yao formando un trío demoledor. A pesar de ello, en el Campeonato Mundial Júnior de la FIBA, China no destacó y fue humillado por Estados Unidos en el primer partido del torneo con un marcador de 119-59.
Los Sharks llegaron a las Finales en su tercera temporada y también en la siguiente (cuarta de Yao), pero perdieron ambas ante Bayi Rockets. Tras las Finales de 2000, Yao comenzó a prepararse para los Juegos Olímpicos de 2000. China contaba con la denominada "Gran Muralla Andante" formada por Zhizhi, Bateer y él. Ante Estados Unidos dieron el callo en los primeros momentos del partido, liderando el marcador por 13-7 y 17-16. La actuación de Yao Ming fue notable, rechazando un lanzamiento de Vince Carter y recibiendo buenas críticas de los medios de comunicación y aficionados chinos, a pesar de sus modestos 5 puntos y 3 rebotes en 16 minutos. Tras la derrota ante los estadounidenses, China venció a Nueva Zelanda por 75-60, pero un par de derrotas ante Francia y Lituania terminó con las esperanzas chinas de conseguir medalla. Finalizaron el torneo de manera respetable, venciendo a Italia por 85-76 y cayendo ante España. Yao fue el sexto máximo reboteador de los Juegos Olímpicos y segundo en tapones.
Cuando Wang Zhizhi abandonó los Bayi Rockets en la temporada 2000-01 para convertirse en el primer jugador chino en llegar a la NBA, los Sharks ganaron su primer campeonato. Durante los playoffs en su último año en Shanghái, Yao promedió 38.9 puntos y 20.2 rebotes por partido, con un 76.6 % en tiros de campo, anotando sus 21 tiros en uno de los encuentros de las Finales.

#### Entrada en el Draft de la NBA
Primeramente, Yao fue animado por Li Yaomin, uno de los general managers de Shanghai Sharks, para presentarse al Draft de la NBA de 1999. Li también influyó en el contrato firmado por Yao con Evergreen Sports Inc. para convertirse en su agente. En el acuerdo se incluía que un 33 % de las ganancias del jugador eran para Evergreen, pero más tarde el contrato fue inválido.
En 2001 también se especuló con la entrada de Yao en el Draft de la NBA. Un par de jugadores procedentes del instituto como eran Eddy Curry y Tyson Chandler se inclinaban de manera prometedora hacia el profesionalismo. Si Yao hubiese seguido sus pasos, era posible que entre los tres primeros del Draft no se encontrara un jugador que previamente hubiera pasado por la universidad, algo que nunca antes había sucedido en la historia de la NBA. Pero con el paso de los meses, las probabilidades de que Yao aterrizara en la NBA descendían.
Cuando Yao decidió presentarse en el Draft de 2002, un conjunto de asesores formaron el llamado "Equipo de Yao". El equipo consistía en Erik Zhang, el negociador de Yao; Bill Duffy, su agente en la NBA; Lu Hao, su agente chino; John Huizinga, el profesor de economía de la Universidad de Chicago; y el vicepresidente de marketing de BDA Sports Management, Bill Sanders. Yao era el máximo candidato para ser elegido en primera posición. Sin embargo, muchos equipos de la NBA estaban preocupados debido a la incertidumbre de si la CBA permitiría a Yao jugar en Estados Unidos. En mayo de 2002, Yao realizó un entrenamiento para 25 equipos de la NBA en el Gimnasio de Alumnos de Loyola, al norte de Chicago. La hora que duró la sesión fue dirigida por el entrenador de la NBA P.J. Carlesimo. También participaron Chris Christoffersen, un pívot de Oregón, Cordell Henry, base de Marquette, y Mitch Henderson, entrenador asistente de Northwestern. Yao mostró su repertorio de lanzamientos, su juego rápido de pies y sus capacidades para taponar, pero padeció de falta de intensidad. Muchos equipos de la NBA abandonaron Chicago con más preguntas que respuestas sobre él.
Al poco tiempo prohibieron a Zhizhi Wang volver a jugar con la selección china tras negarse a regresar a su país para jugar con la selección, por lo que la CBA estipuló a Yao que tendría que volver para jugar con el equipo nacional. La Asociación China de Baloncesto también declaró que Yao no jugaría en la NBA a menos que Houston Rockets le eligiera en la primera posición. El "Equipo de Yao" aseguró que los Rockets le seleccionarían, por lo que la CBA dio el permiso a Yao de jugar en Estados Unidos durante la mañana del día del Draft. Una vez elegido, el chino se convirtió en el primer jugador internacional sin haber pasado por la universidad estadounidense en ser seleccionado en la primera posición en la historia de la liga. En octubre de 2002 firmó un contrato de cuatro años y 17.8 millones de dólares con los Rockets.

### NBA

#### Primeros años (2002-2005)
Yao no participó en los entrenamientos de pretemporada de los Rockets debido a su compromiso con la selección china en el Mundial de Baloncesto de la FIBA de 2002, disputado en Indianápolis, Estados Unidos.Jugó su primer partido de la NBA ante Indiana Pacers, donde capturó dos rebotes y no consiguió anotar ningún punto. Su primera canasta en la liga llegó en el siguiente partido frente a Denver Nuggets, siendo también su primera victoria. Yao promedió tan solo 14 minutos y 4 puntos en sus primeros 7 encuentros en la NBA, por lo que varios comentaristas estadounidenses como Bill Simmons y Dick Vitale predijeron su fracaso en la liga. Charles Barkley incluso se apostó con Kenny Smith que besaría el trasero de un burro si Yao anotaba más de 19 puntos en un partido en su primera temporada en la NBA. El 17 de noviembre de 2002, el chino logró 20 puntos ante Los Angeles Lakers con un perfecto 9 de 9 en tiros de campo y 2 de 2 en tiros libres, por lo que Barkley tuvo que cumplir su apuesta.

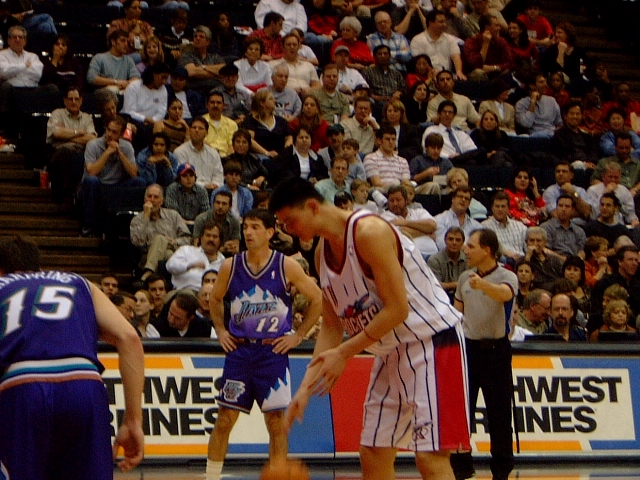
Yao Ming lanzando un tiro libre en un partido ante Utah Jazz en 2002.

Antes de su primer enfrentamiento con Shaquille O'Neal en enero, el pívot de los Lakers dijo: "le dije a Yao Ming: Ching chong-yang-wah-ah-soh". Sus comentarios no sentaron bien a la comunidad asiática americana, que le acusaron de racismo. Sin embargo, O'Neal se defendió declarando que se trataba de una broma e incluso Yao también creyó que el de los Lakers estaba bromeando. En el partido, Yao firmó 10 puntos, 10 rebotes y 6 tapones, taponó tres lanzamientos de O'Neal en los primeros minutos de juego y realizó un mate crucial a falta de 10 segundos para el final de la prórroga. Por su parte, O'Neal notó 31 puntos y capturó 13 rebotes, pero los Rockets ganaron el partido por 108-104. Esta no fue la única gran actuación de Yao en su primer año en la NBA; el 21 de noviembre anotó 30 puntos y 16 rebotes ante Dallas Mavericks a pesar de la derrota de los Rockets, el 3 de diciembre llegó hasta los 27 puntos y 18 rebotes en la victoria frente a San Antonio Spurs, y 15 días después consiguió 29 puntos, 10 rebotes y 6 tapones en otra victoria ante los Pacers.

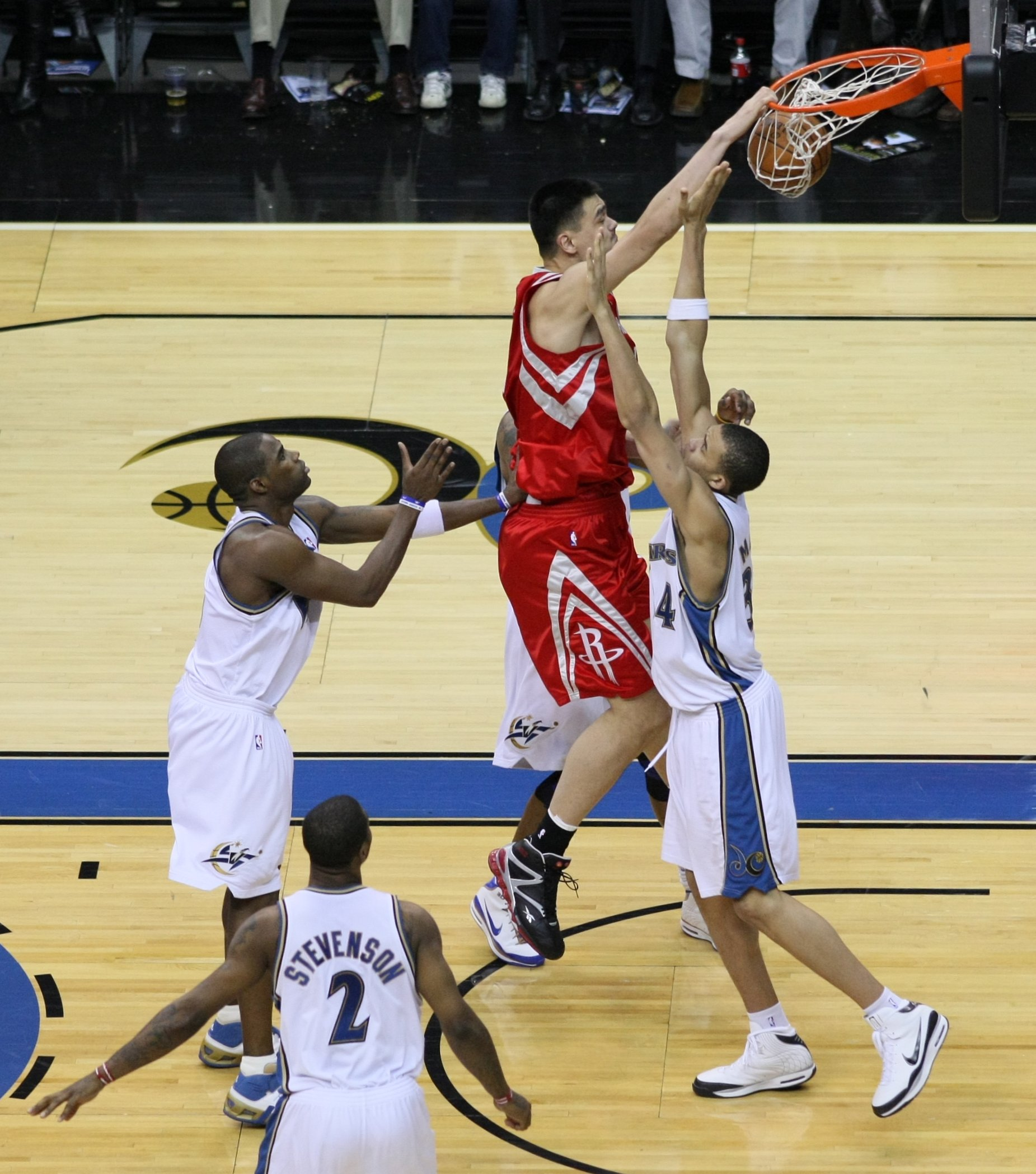
Yao realiza un mate sobre McGee durante un juego en 2008.

A pesar de que Houston se quedó fuera de playoffs por la mínima, la temporada resultó ser un éxito ya que se batieron con solvencia las 28 victorias de la campaña anterior. Yao promedió 13.5 puntos y 8.2 rebotes, formando parte del mejor quinteto de rookies y finalizando segundo en la votación del Rookie del Año por detrás de Amare Stoudemire, aunque la revista Sporting News le coronó como el mejor novato de la temporada. En febrero logró cinco dobles-dobles y posteriormente consiguió seis más en marzo y en abril, incluyendo 19 rebotes ante Sacramento Kings, récord personal en la temporada. En total terminó entre los 20 primeros en 11 categorías estadísticas diferentes. El impacto de Yao Ming también se notó fuera de las canchas, ejemplo de ello fue que disputó el All-Star Game de 2002 como titular por delante de O'Neal debido a los votos recibidos por parte de los aficionados. También, el pabellón de los Rockets registró más público que otros años, y el partido ante los Lakers en enero de 2003 fue el segundo más visto en la historia de la televisión por cable en Estados Unidos. Literalmente cientos de millones de telespectadores siguieron a los Rockets desde China.
Antes de comenzar su segunda temporada en la liga, el entrenador de los Rockets Rudy Tomjanovich tuvo que dejar su puesto debido a problemas de salud, y el exentrenador de New York Knicks Jeff Van Gundy ocupó el cargo. Van Gundy se centró más en las capacidades ofensivas de Yao, por lo que el pívot realizó su mejor temporada en promedios anotadores y reboteadores. En febrero de 2004 anotó 41 puntos, récord de su carrera, y repartió 7 asistencias en la victoria por 123-121 ante Atlanta Hawks en tres prórrogas. Un mes antes, sumó 37 puntos y 10 rebotes ante Orlando Magic. Yao finalizó la temporada promediando 17.5 puntos y 9 rebotes por partido, y por segundo año consecutivo fue votado como pívot titular para el All-Star Game. Por primera vez desde la llegada de Yao, los Rockets accedieron a playoffs tras terminar séptimos en la Conferencia Oeste con un balance de 45 victorias y 37 derrotas, aunque cayeron eliminados en la primera ronda en manos de Los Angeles Lakers por 4-1. Yao promedió 15 puntos y 7.4 rebotes por encuentro en la eliminatoria.

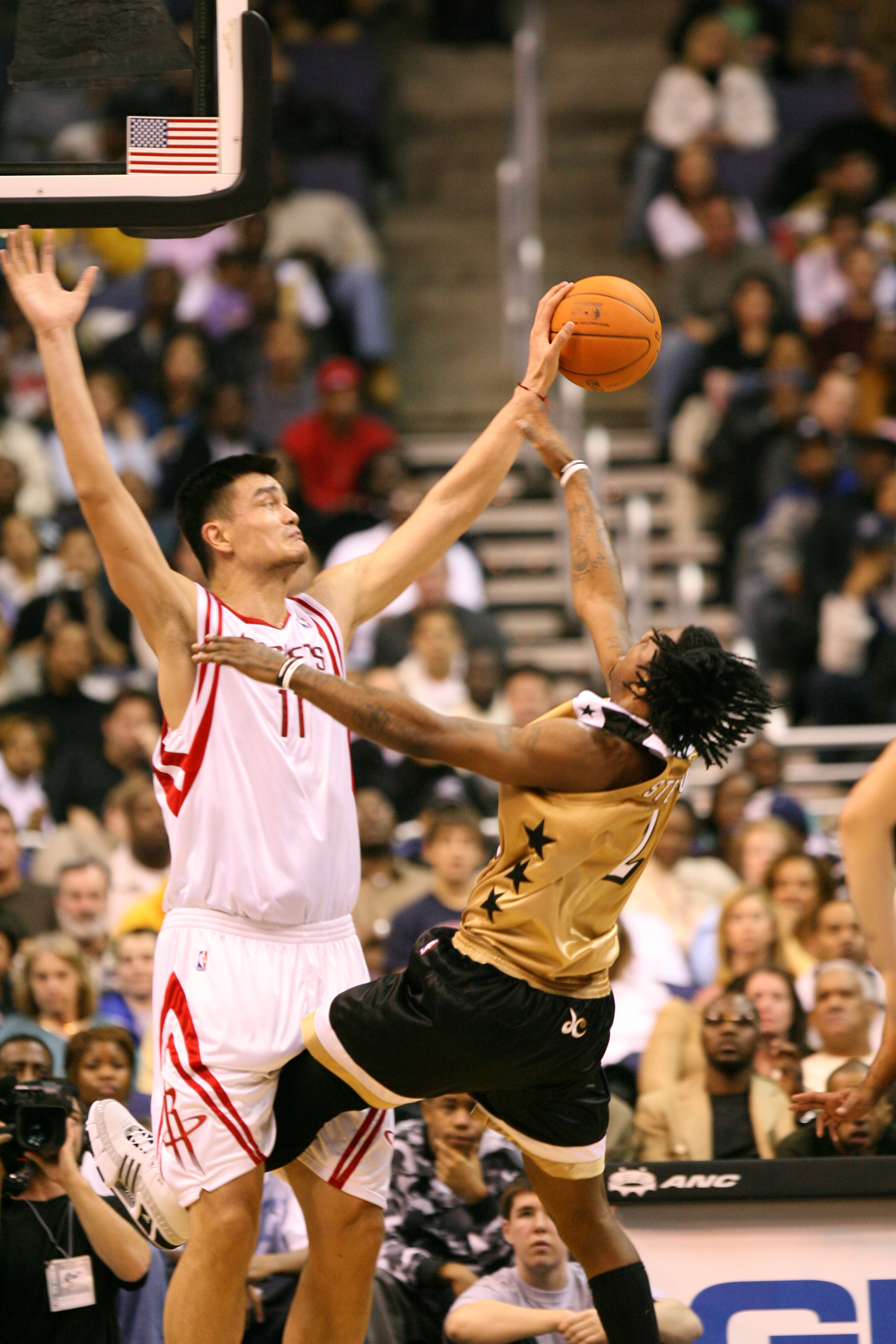
Yao tapando un tiro durante un juego en 2006

En junio de 2004, los Rockets se hicieron con los servicios de la estrella de los Magic Tracy McGrady a cambio de Steve Francis y Cuttino Mobley. Yao dijo de sus dos excompañeros que "le habían ayudado en sus dos primeras temporadas en la liga", pero sobre McGrady añadió que "estoy emocionado por jugar junto a él. Es un jugador que puede hacer cosas asombrosas". Tras el traspaso, los Rockets se convirtieron en candidatos al título, y la pareja Yao-McGrady fue comparada con O'Neal-Bryant de los Lakers. Tanto McGrady como Yao fueron votados como titulares para disputar el All-Star Game, y el chino consiguió el récord de más votos para el All-Star que poseía Michael Jordan, con un total de 2.558.278. Los Rockets ganaron 51 partidos y finalizaron quintos en el Oeste, alcanzando los playoffs por segunda temporada consecutiva y se enfrentaron con Dallas Mavericks en primera ronda. Houston ganó los dos primeros duelos en Dallas, con Yao anotando 13 de los 14 lanzamientos que intentó, récord de la franquicia, y 33 puntos. Sin embargo, los Mavericks ganaron cuatro de los siguientes cinco partidos, incluyendo el séptimo y definitivo duelo por una diferencia de 40 puntos (116-76), el mayor déficit en un séptimo encuentro en la historia de la NBA. Yao promedió 21.4 puntos y 7.7 rebotes por partido en la serie con un 65 % en tiros de campo.

#### Temporadas plagadas de lesiones (2005-2008)

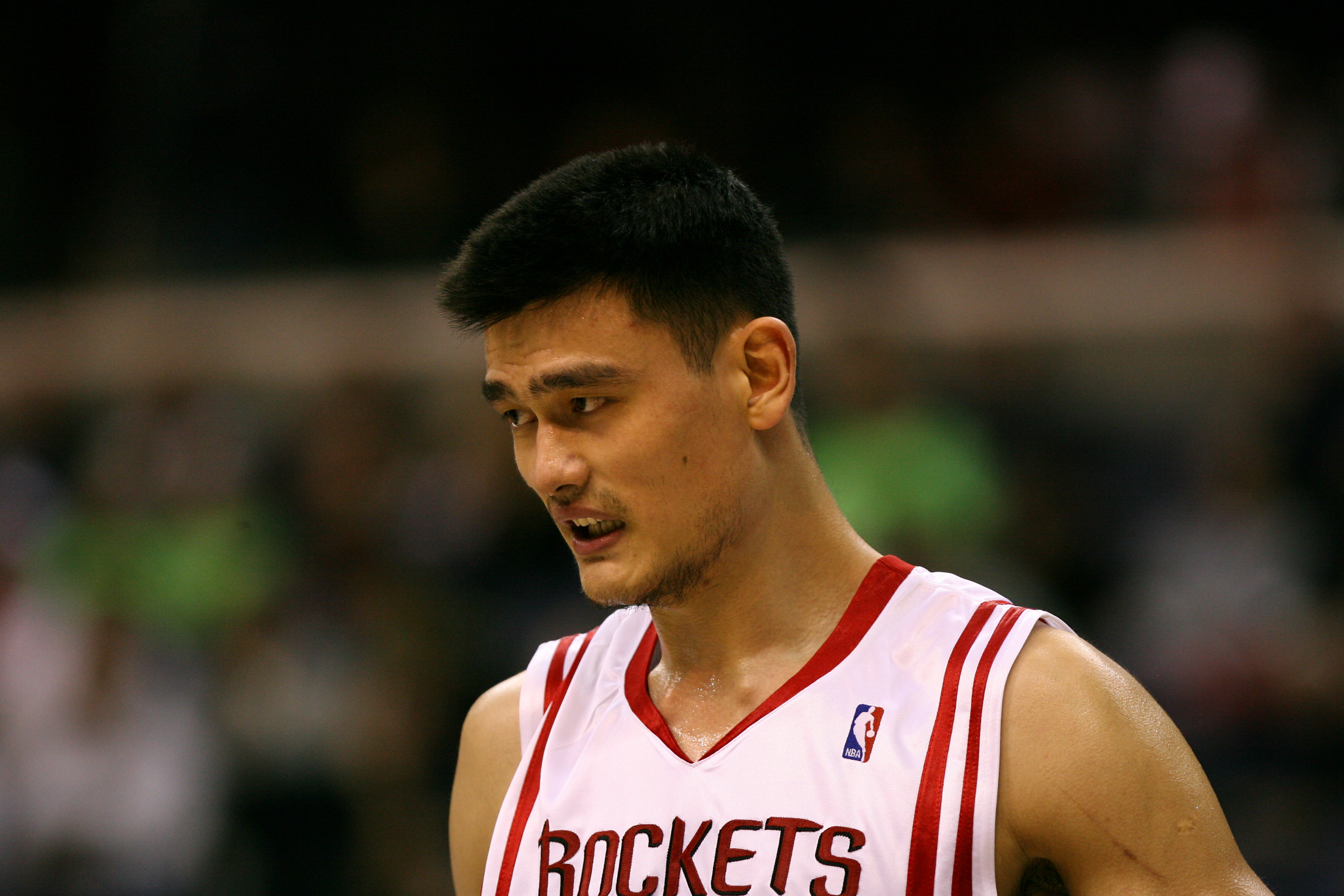
Yao en un partido de los Rockets

Después de perderse solamente dos partidos en sus tres primeros años en la NBA, se le fue diagnosticado osteomielitis aguda en el dedo gordo de su pie izquierdo y fue operado el 18 de diciembre de 2005. Se perdió un total de 21 partidos hasta que regresó al equipo el 30 de enero de 2006 contra Memphis Grizzlies. A pesar de todo, fue votado una vez más como titular en el All-Star Game.
Tras el All-Star, Yao explotó con promedios de 25.7 puntos y 11.6 rebotes por partido, con un 53.7 % en tiros de campo y un 87.8 % en tiros libres. Sus números finales en 57 encuentros en la temporada fueron 22.3 puntos y 10.2 rebotes por noche, siendo la primera vez que firmaba un "20-10" (en puntos y rebotes). Pero no solo las lesiones le acecharon, ya que McGrady jugó solamente 47 partidos por culpa de espasmos en la espalda. Los Rockets ganaron 34 partidos y quedaron fuera de playoffs. Pero a falta de cuatro encuentros para el final de la temporada regular, Yao se rompió un hueso en su pie izquierdo ante Utah Jazz el 10 de abril de 2006 que lo obligó a estar seis meses alejado de las canchas.
Ya en su quinta temporada en la NBA, Yao volvió a caer lesionado el 23 de diciembre de 2006 al intentar taponar un lanzamiento y se perdió 34 partidos. Hasta entonces estaba promediando 26.8 puntos, 9.7 rebotes y 2.3 tapones por encuentro, y era un claro candidato para el MVP de la temporada. Además, se perdió lo que sería su quinto All-Star Game.

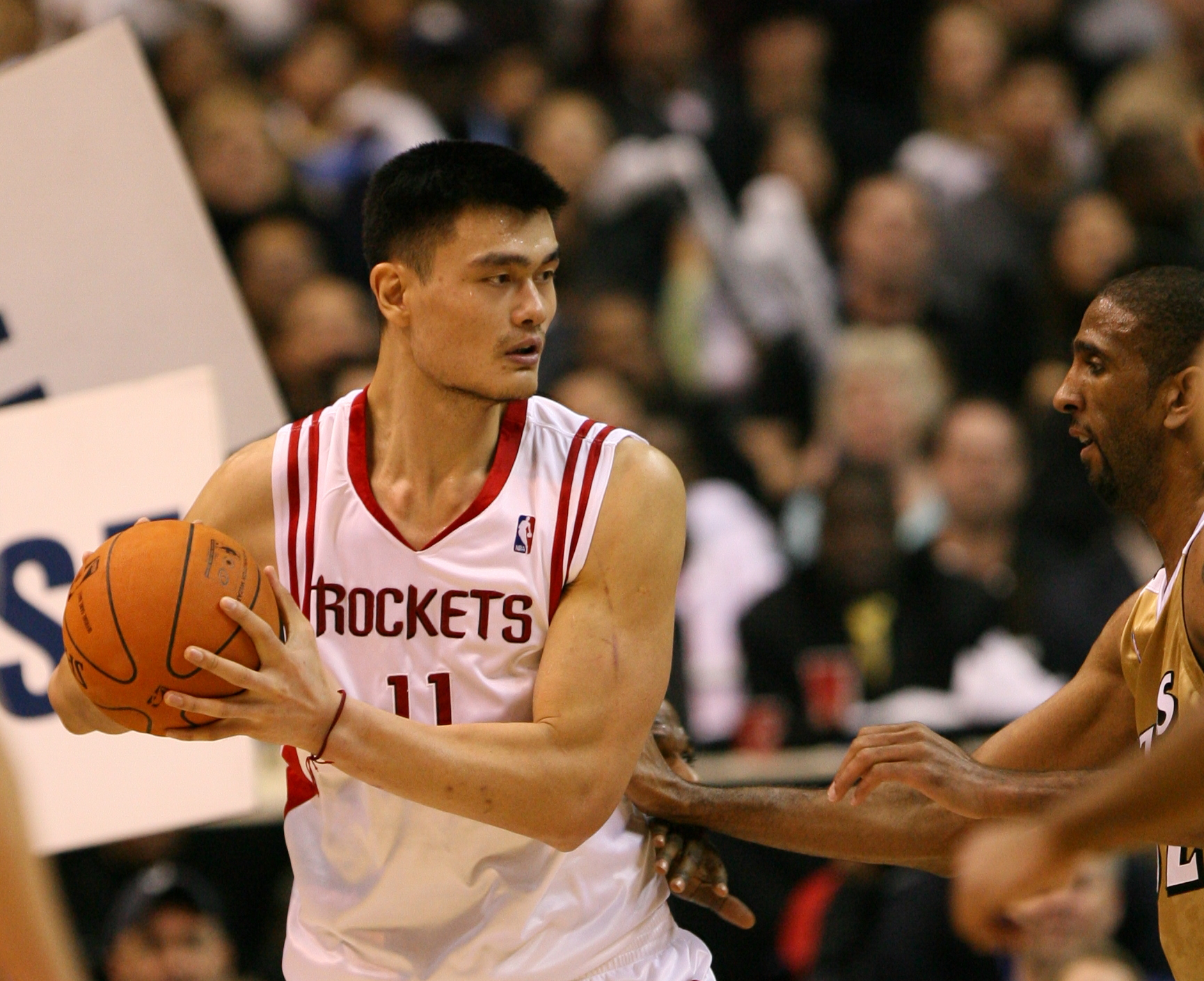
Yao protegiendo el balón en un partido ante Washington Wizards.

A pesar de la baja de Yao, los Rockets se clasificaron para playoffs alcanzando las 50 victorias y con Yao sano desde el 4 de marzo. Houston se enfrentó con Utah Jazz en la primera ronda y venció en los dos primeros encuentros de la serie, pero posteriormente cayeron en cuatro de los cinco siguientes encuentros y fueron eliminados. En el séptimo partido, en Houston, Yao anotó 29 puntos, 15 de ellos en el último cuarto. A pesar de promediar 25.1 puntos y 10.3 rebotes por encuentro, Yao dijo: "No hice mi trabajo". Al final de la temporada fue elegido en el segundo mejor quinteto de la NBA por primera vez en su carrera tras haber integrado anteriormente el tercer quinteto en dos ocasiones.
El 18 de mayo de 2007, semanas después de la eliminación de los Rockets en playoffs, Van Gundy fue despedido como entrenador del equipo. Tres días después, el exentrenador de Sacramento Kings Rick Adelman firmó con los Rockets como sustituto de Van Gundy. El 9 de noviembre de 2007, ya con la temporada 2007-08 empezada, Yao jugó por primera vez contra Yi Jianlian, jugador chino de Milwaukee Bucks. El encuentro, que ganaron los Rockets por 104-88, fue retransmitido en 19 cadenas en China y fue visto por más de 200 millones de personas en el país asiático solamente, convirtiéndose en uno de los partidos de la NBA más vistos en la historia. En el All-Star Game de 2008, Yao fue votado de nuevo como titular. Antes del All-Star, los Rockets ganaron 8 partidos consecutivos, y tras el evento, ascendieron su racha hasta los 12. El 26 de febrero de 2008, sin embargo, Yao sufrió una fractura por fatiga en su pie izquierdo y se perdió el resto de la temporada, incluidos los playoffs. En lo que llevaba de campaña estaba promediando 22 puntos y 10.8 rebotes por noche. Con su baja, los Rockets no se deshincharon, todo lo contrario, llevaron su racha de 12 victorias consecutivas hasta las 22, siendo la tercera mayor racha de triunfos consecutivos en la historia de la liga. El equipo finalizó con 55 partidos ganados y accedió a los playoffs, aunque por segundo año consecutivo volvió a ser derrotado por los Jazz en primera ronda. A pesar de que la presencia de Yao en los Juegos Olímpicos de Pekín peligraba tras su lesión, finalmente pudo participar con la selección china en agosto.
En julio de 2011 anunciaba su retirada definitiva del baloncesto, tras no superar las múltiples lesiones que arrastraba desde 2005.
El 4 de abril de 2016 se hizo oficial su ingreso en el Basketball Hall of Fame.

## Selección nacional

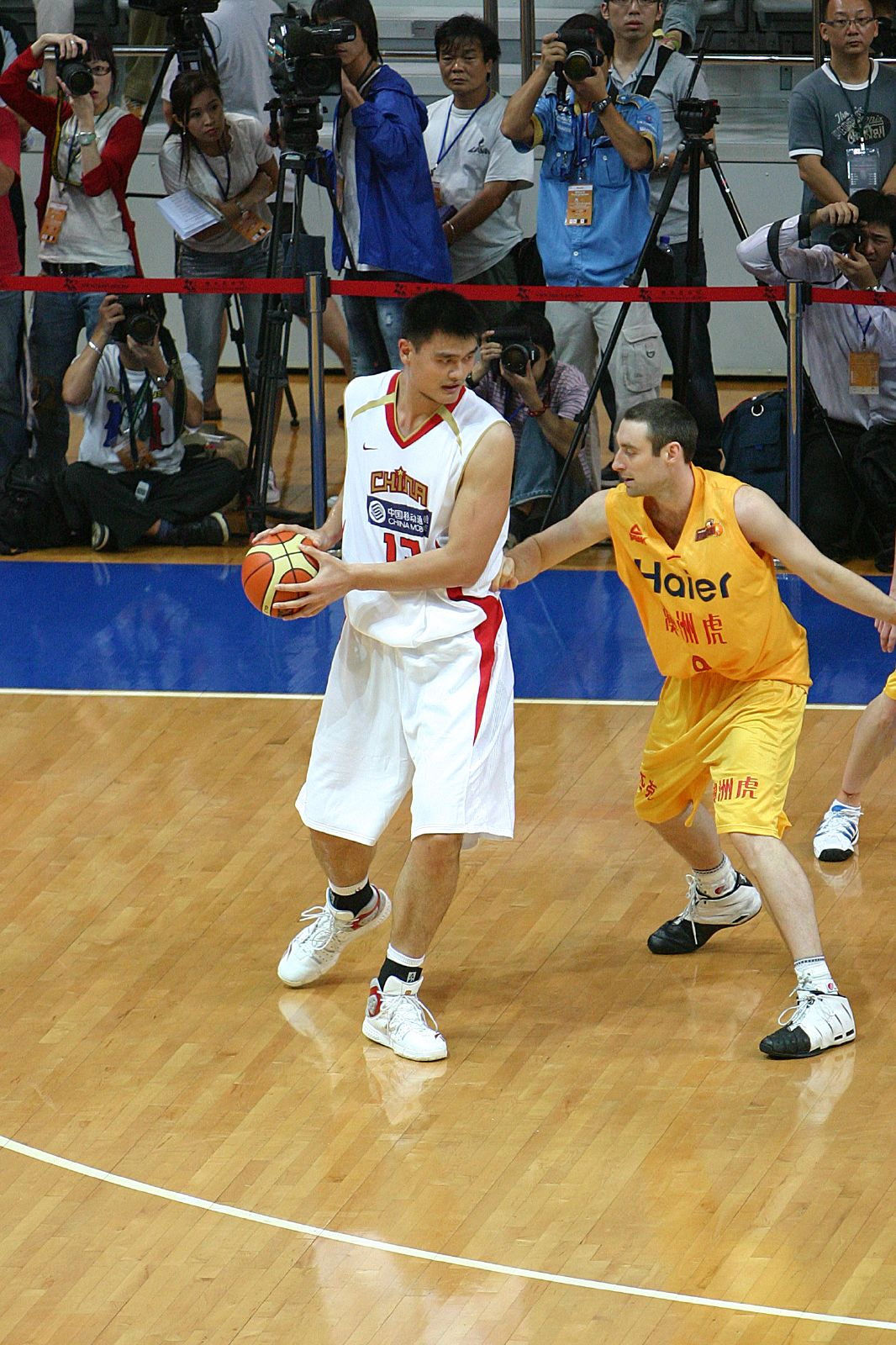
Yao fue el máximo anotador del Mundial de la FIBA de 2006.

### Primeros años y Juegos Olímpicos de 2004
Yao debutó en unos Juegos Olímpicos en 2000, finalizando en décima posición con la selección china. Ya en la edición de 2004, Yao portó la bandera china durante la ceremonia de apertura, diciendo sobre ello que era "un sueño hecho realidad". Durante los Juegos, Yao hizo la promesa de no afeitarse la barba si su selección no llegaba hasta los cuartos de final. Tras anotar 39 puntos ante Nueva Zelanda, China perdió por 58–83, 57–82 y 52–89 contra España, Argentina e Italia respectivamente. En el último partido del grupo, sin embargo, ganaron a Serbia y Montenegro, actual campeona del mundo, y se clasificaron para los cuartos de final. Yao anotó 27 puntos y capturó 13 rebotes, anotando además dos tiros libres para conseguir la victoria a falta de 28 segundos. En los cuartos cayeron ante Lituania por 95-75, pero Yao formó parte del mejor quinteto del campeonato con sus 20.7 puntos (55.9% en tiros de campo) y 9.3 rebotes por partido de promedio.

### Campeonato del Mundo de 2006
Yao se lesionó al final de la temporada 2005-06 de la NBA, por lo que peligró su participación en el Mundial de la FIBA de 2006. Sin embargo, se recuperó antes del inicio del campeonato, y en el último partido de la ronda preliminar anotó 36 puntos y recogió 10 rebotes en la victoria ante Eslovenia, liderando así a China a los dieciseisavos de final. En su primera ronda final, China fue eliminada por Grecia, a posteriori la finalista del torneo. Los promedios finales de Yao fueron de 25.3 puntos, primero en el campeonato, y 9 rebotes por encuentro, cuarto en general.

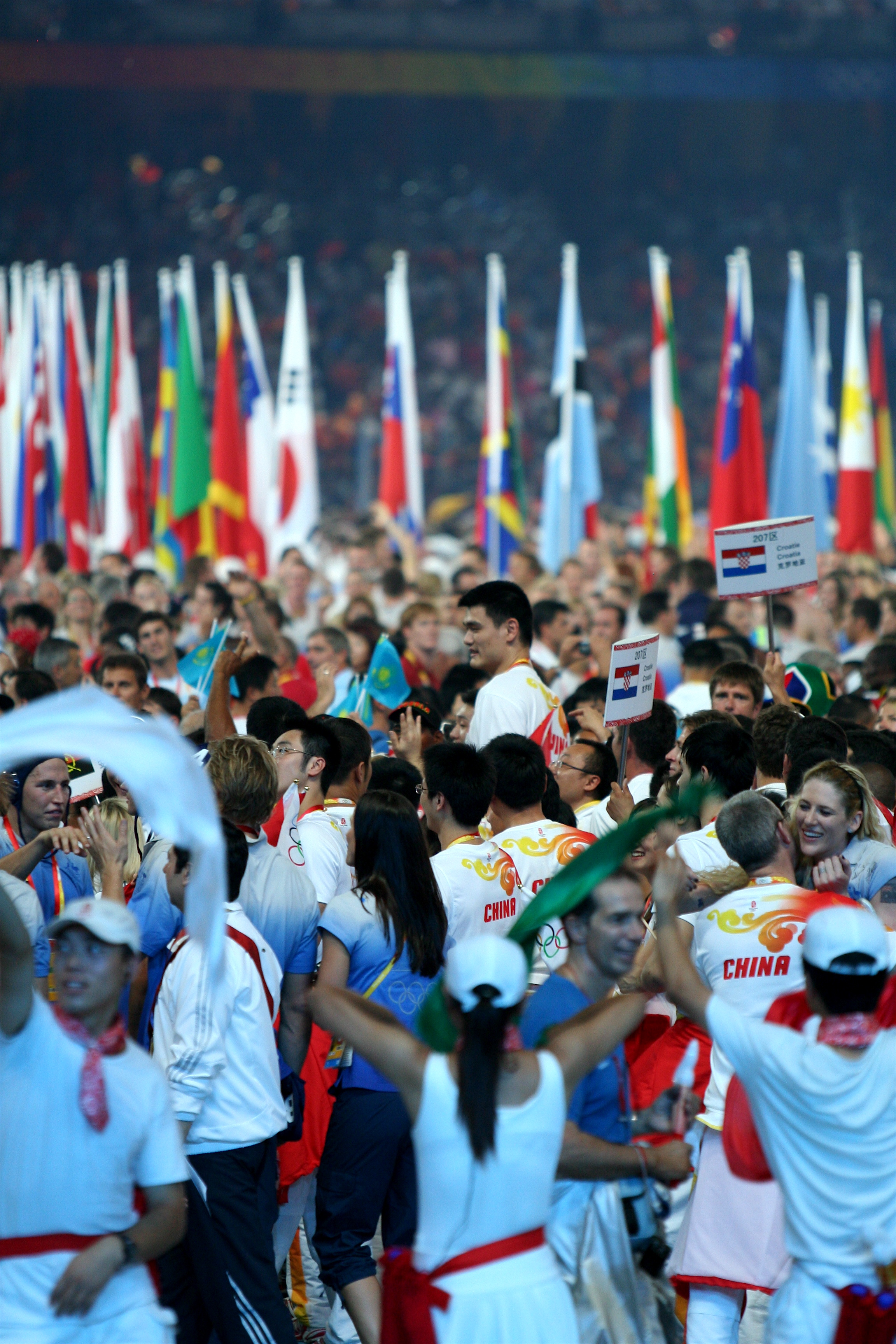
Yao en la ceremonia de clausura de los Juegos Olímpicos de Pekín 2008.

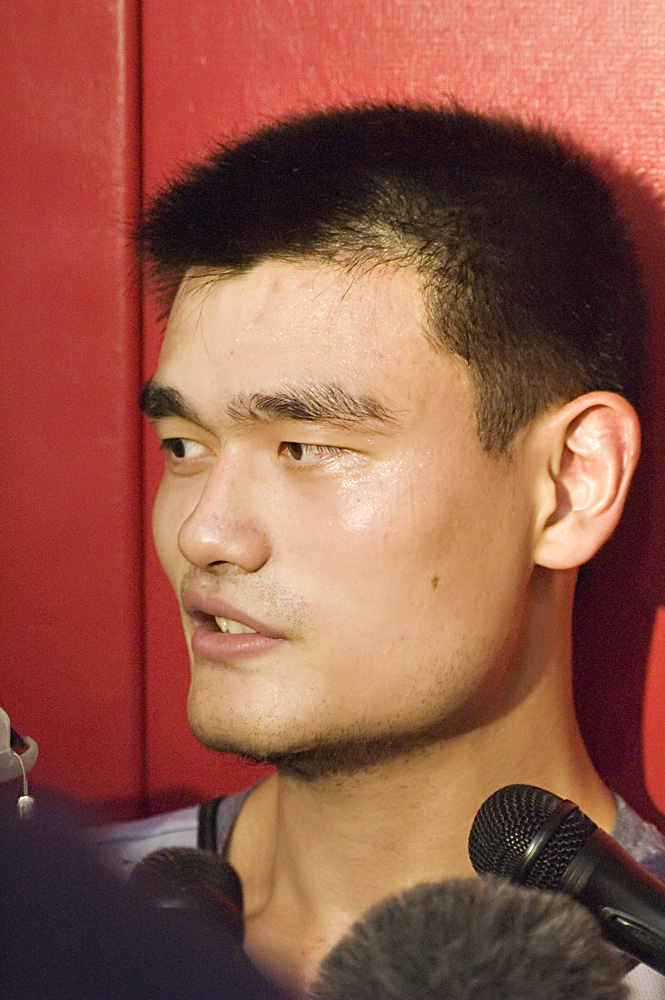
Yao contestando las preguntas de los periodistas durante una entrevista.

### Juegos Olímpicos de 2008
Tras superar la lesión que le mantuvo apartado de los Rockets desde febrero de 2008, Yao pudo disputar los Juegos Olímpicos de Pekín de 2008. Yao dijo que si no se hubiera recuperado de la lesión "sería la mayor derrota en mi carrera ahora mismo". El 17 de julio de 2008 volvió a jugar con la selección china, y el 6 de agosto llevó la Antorcha Olímpica hasta la Plaza de Tian'anmen, como parte del recorrido de la antorcha. También portó la bandera china durante la ceremonia de inauguración de los Juegos.
El 10 de agosto, China perdió su primer partido en el campeonato ante Estados Unidos por 101-70. Tras perder contra España dos días después, Yao lideró la victoria china sobre Angola, con 30 puntos, y Alemania, con 25. Como resultado, China entró en los cuartos de final de unos Juegos Olímpicos por tercera vez en su historia, aunque fueron derrotados por Lituania, mismo rival que les eliminó cuatro años antes. Yao finalizó segundo en anotación con 19 puntos de promedio, seis décimas por debajo de Pau Gasol, tercero en rebotes con 8.2 y cuarto en tapones con 1.5 por encuentro.

## Vida personal
Su padre, Yao Zhiyuan, mide 2,08 metros, y su madre, Fengdi Fang, 1,88 metros, fue capitana de la selección china.
El 1 de mayo de 2005, la República Popular China le condecoró con el título de «trabajador modelo».
A principios de 2007, un bulo de internet informó que Yao estaba saliendo con la actriz estadounidense Nia Long, pero el jugador lo negó. Posteriormente se casó con Ye Li, baloncestista profesional de China, a quien conoció cuando tenía 17 años. Su primera aparición pública fue durante la ceremonia de clausura de los Juegos Olímpicos de 2004, y el 6 de agosto de 2007, Yao se casó con Yi en una ceremonia en la que asistieron únicamente familiares y amigos íntimos.
En 2004, Yao coescribió una autobiografía con Ric Bucher, analista de ESPN, titulada Yao: A Life in Two Worlds ("Yao: una vida entre dos mundos"). Ese mismo año también se rodó un documental relacionado con él, The Year of the Yao ("El Año de Yao"), en el que se centra en su primera temporada en la NBA. El documental es narrado por su amigo y antiguo intérprete Colin Pine, quien estuvo con Yao en su año de novato e hizo de intérprete suyo durante tres años. En 2005, el antiguo escritor de Newsweek Brook Larmer publicó un libro titulado Operation Yao Ming, en el cual dijo que los padres de Yao fueron convencidos para casarse el uno con el otro con el objetivo de engendrar un atleta dominante, y que durante la infancia de Yao, él recibió un tratamiento especial para ayudarle a convertirse en un gran jugador de baloncesto.

### Personaje público
Yao es uno de los deportistas más reconocidos de China, junto con Liu Xiang. Ha liderado la lista de celebridades chinas de la Forbes en ingresos y en popularidad durante cinco años consecutivos, percibiendo 54.6 millones de dólares en 2007. Una mayor parte de sus ingresos se deben a sus contratos de patrocinio, además de estar bajo contrato con varias grandes compañías. Firmó por Nike en su primera temporada en la NBA y cuando no fue renovado su contrato firmó por Reebok. También tiene contrato con Pepsi, y debido a que Coca-Cola usó su imagen en sus botellas en 2003, él los demandó. Sin embargo, en 2008 firmó por Coca-Cola para los Juegos Olímpicos de Pekín. Sus otros patrocinadores son Visa, Apple, Garmin y McDonald's.

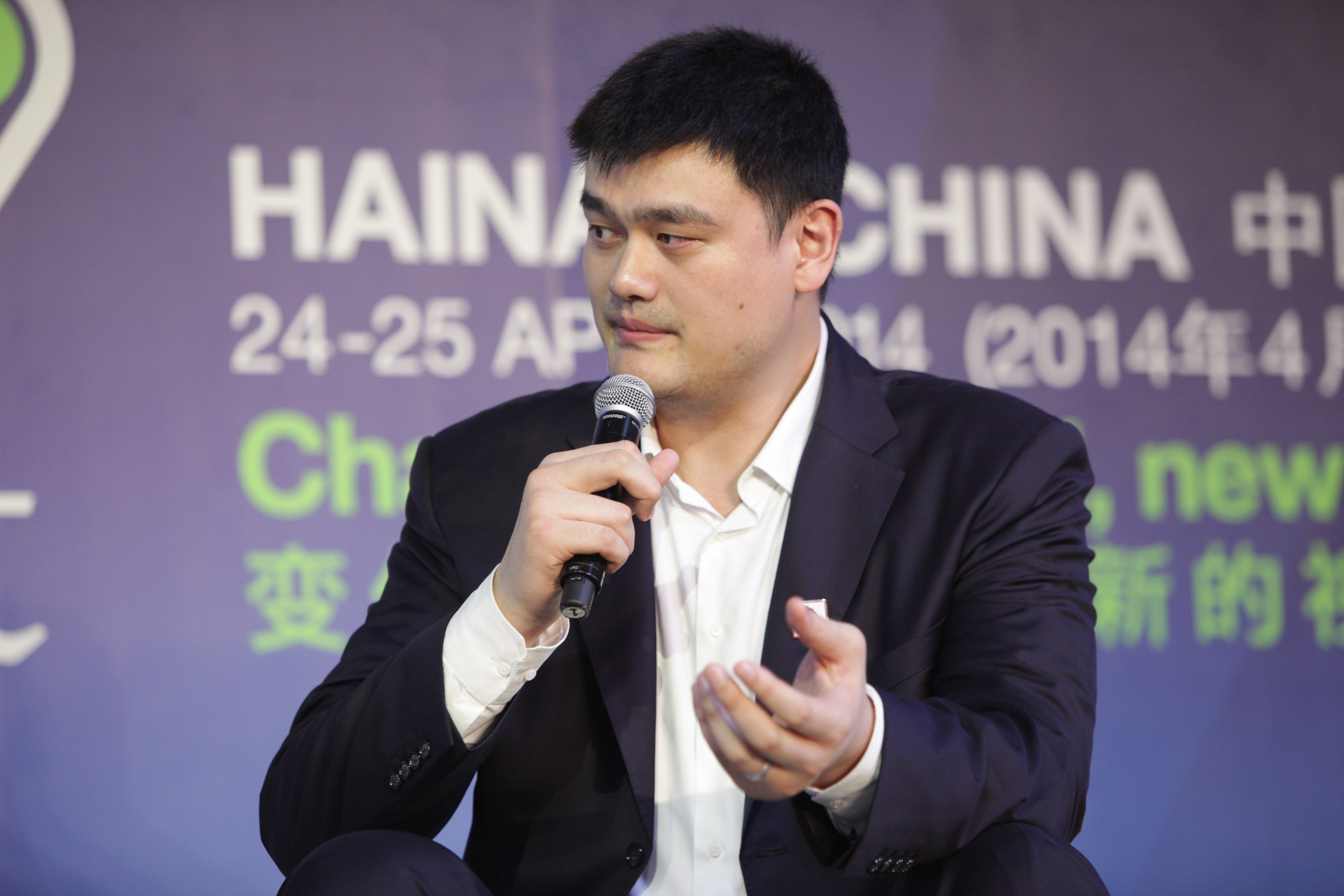
Yao Ming en el año 2014.

Yao también ha participado en varios acontecimientos benéficos, incluido el programa de la NBA Baloncesto Sin Fronteras. En la pretemporada de la NBA de 2003, Yao presentó un maratón benéfico televisivo, con el que reunió 300.000 dólares para ayudar a detener la propagación del SRAS. En septiembre de 2007, Yao consiguió 965.000 dólares en una subasta, que posteriormente donó a los niños más desfavorecidos de China tras jugar un partido de baloncesto benéfico con estrellas de la NBA como Baron Davis, Carmelo Anthony y Steve Nash, y el actor Jackie Chan. Debido al terremoto de Sichuan de 2008, Yao donó 2 millones de dólares para trabajos de rescate y creó una fundación para ayudar a reconstruir las escuelas destruidas por el sismo.

### Fenómeno de internet
A raíz de una rueda de prensa protagonizada por Ron Artest en 2009, una fotografía de Yao Ming sonriente se popularizó en el imageboard 4chan a modo de reaction face. Al año siguiente un usuario de Reddit publicó un dibujo basado en esta fotografía que se expandió como meme o fenómeno de internet a diferentes sitios similares. Los internautas usaron el retrato para recrear situaciones en las que algo a priori importante se banaliza y acaba con una pose final de superioridad fundamentada en el humor. De esta forma, la cara de Yao Ming se usa como paradigma de estoicismo e indiferencia humorísticos.

## Estadísticas

### Estadísticas de su carrera en la CBA
| Año     | Equipo   | PJ  | RPP  | APP | TC%  | TL%  | PPP  |
| ------- | -------- | --- | ---- | --- | ---- | ---- | ---- |
| 1997–98 | Shanghái | 21  | 8.3  | 1.3 | .615 | .485 | 10.0 |
| 1998–99 | Shanghái | 12  | 12.9 | 1.7 | .585 | .699 | 20.9 |
| 1999–00 | Shanghái | 33  | 14.5 | 1.7 | .585 | .683 | 21.2 |
| 2000–01 | Shanghái | 22  | 19.4 | 2.2 | .679 | .799 | 27.1 |
| 2001–02 | Shanghái | 24  | 19.0 | 1.9 | .721 | .759 | 32.4 |
| Carrera |          | 122 | 15.4 | 1.8 | .651 | .723 | 23.4 |

### Estadísticas de su carrera en la NBA

#### Temporada regular
| Año      | Equipo   | PJ  | PT  | MPP  | %TC  | %3P   | %TL  | RPP  | APP | ROB | TPP | PPP  |
| -------- | -------- | --- | --- | ---- | ---- | ----- | ---- | ---- | --- | --- | --- | ---- |
| 2002-03  | Houston  | 82  | 72  | 29.0 | .498 | .500  | .811 | 8.2  | 1.7 | .4  | 1.8 | 13.5 |
| 2003-04  | Houston  | 82  | 82  | 32.8 | .522 | .000  | .809 | 9.0  | 1.5 | .3  | 1.9 | 17.5 |
| 2004-05  | Houston  | 80  | 80  | 30.6 | .552 | .000  | .783 | 8.4  | .8  | .4  | 2.0 | 18.3 |
| 2005-06  | Houston  | 57  | 57  | 34.2 | .519 | .000  | .853 | 10.2 | 1.5 | .5  | 1.6 | 22.3 |
| 2006-07  | Houston  | 48  | 48  | 33.8 | .516 | .000  | .862 | 9.4  | 2.0 | .3  | 2.0 | 25.0 |
| 2007-08  | Houston  | 55  | 55  | 37.2 | .507 | .000  | .850 | 10.8 | 2.3 | .4  | 2.0 | 22.0 |
| 2008-09  | Houston  | 77  | 77  | 33.6 | .548 | 1.000 | .866 | 9.9  | 1.8 | .4  | 2.0 | 19.7 |
| 2010-11  | Houston  | 5   | 5   | 18.2 | .486 | .000  | .938 | 5.4  | .8  | .0  | 1.6 | 10.2 |
| Total    | Total    | 486 | 476 | 32.5 | .524 | .200  | .833 | 9.2  | 1.6 | .4  | 1.9 | 19.0 |
| All-Star | All-Star | 5   | 5   | 18.2 | .529 | .000  | .667 | 4.2  | 1.6 | .2  | .2  | 8.0  |

#### Playoffs
| Año   | Equipo  | PJ | PT | MPP  | %TC  | %3P  | %TL  | RPP  | APP | ROB | TPP | PPP  |
| ----- | ------- | -- | -- | ---- | ---- | ---- | ---- | ---- | --- | --- | --- | ---- |
| 2004  | Houston | 5  | 5  | 37.0 | .456 | .000 | .765 | 7.4  | 1.8 | .4  | 1.4 | 15.0 |
| 2005  | Houston | 7  | 7  | 31.4 | .655 | .000 | .727 | 7.7  | .7  | .3  | 2.7 | 21.4 |
| 2007  | Houston | 7  | 7  | 37.1 | .440 | .000 | .880 | 10.3 | .9  | .1  | .7  | 25.1 |
| 2009  | Houston | 9  | 9  | 35.9 | .545 | .000 | .902 | 10.9 | 1.0 | .4  | 1.1 | 17.1 |
| Total | Total   | 28 | 28 | 35.3 | .519 | .000 | .833 | 9.3  | 1.0 | .3  | 1.5 | 19.8 |